# Compsilura ardeacea
Compsilura ardeacea là một loài ruồi trong họ Tachinidae.